# Attaque à la voiture bélier de l'université de Caroline du Nord en 2006
L'attaque à la voiture-bélier de l'université de Caroline du Nord est une attaque terroriste islamiste survenue le 3 mars 2006, lorsque Mohammed Reza Taheri-azar, un Irano-Américain, a intentionnellement, comme il l'a avoué, percuté des gens avec un véhicule utilitaire de sport (SUV) sur le campus de l'Université de Caroline du Nord (UNC), à Chapel Hill pour « venger la mort de Musulmans dans le monde » et « punir » le gouvernement des États-Unis. Personne n'a été tué dans l'attentat mais neuf personnes ont été blessées.
Peu de temps après il s'est rendu et a été arrêté. Il a plaidé coupable de neuf chefs d'accusation pour tentative de meurtre au premier degré, et en 2008 a été condamné à 33 ans de prison sur deux d'entre eux.
Dans une lettre, il a écrit, « je cherchais à suivre les traces de l'un de mes modèles, Mohamed Atta, l'un des pirates de l'air du 11 septembre, qui a obtenu un doctorat » Il a dit aux enquêteurs qu'il voulait « venger la mort ou de meurtres de Musulmans à travers le monde ».

## Attaque

### Lors de l'attaque

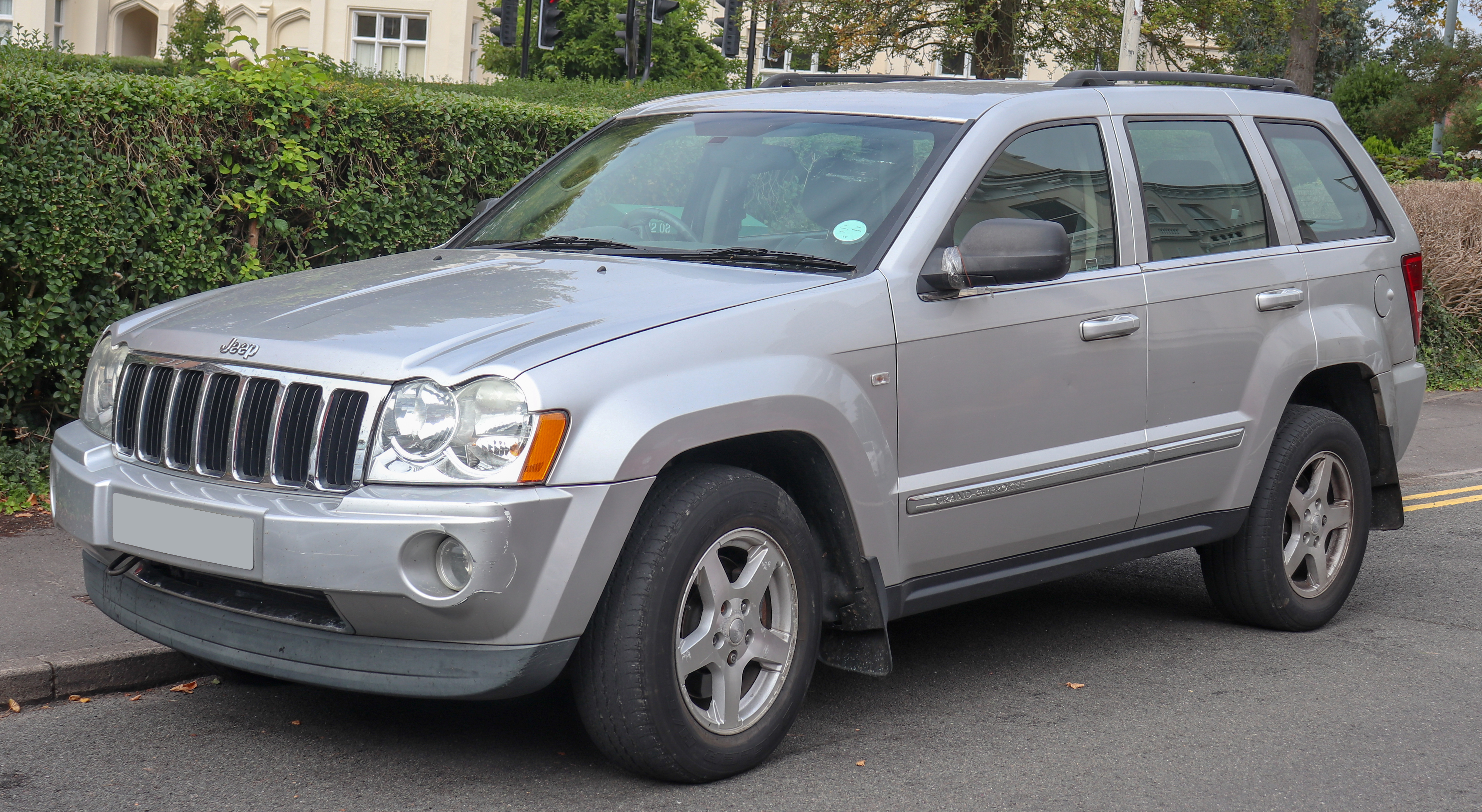
Un semblable Cherokee à celui impliqué dans l'attaque

L'après-midi du 3 mars 2006, Taheri-azar a conduit une Jeep Grand Cherokee contre une zone du campus.
Les barricades qui, normalement, empêchent les voitures de s'approcher de la Fosse n'étaient pas en place le jour de l'attaque.[réf. nécessaire] Sa vitesse de pointe a été estimée par les témoins à partir de 64 à 72 km/h. Six des neuf piétons qu'il a heurtés ont été emmenés à l'hôpital. Les trois autres ont refusé d'être traités.